# Bruno Oswin Merz
Bruno Oswin Merz (* 22. Oktober 1843 in Greiz; † 2. März 1914 in Loschwitz) war ein höherer sächsischer Staatsbeamter. Er war Wirklicher Geheimer Rat und Ministerialdirektor – vergleichbar mit der späteren Stellung eines Staatssekretärs.

## Leben und Wirken
Er besuchte von Ostern 1858 bis Ostern 1864 die Fürstenschule Grimma, studierte dann bis 1867 an der Universität Leipzig Rechtswissenschaft und promovierte. Vom 1. Oktober 1867 bis zum 30. April 1877 war er im Fürstentume Reuß ältere Linie in verschiedenen Stellungen bei Justiz- und Verwaltungsbehörden, zuletzt bei der fürstlichen Landesregierung und dem fürstlichen Konsistorium als Sekretär und Hilfsarbeiter mit dem Titel Regierungsassessor beschäftigt. 
Am 1. Mai 1877 wechselte er in das Königreich Sachsen, wo er als Ausländer in den Staatsdienst trat und Bezirksassessor bei der Amtshauptmannschaft Plauen wurde. 1879 erfolgte seine Ernennung zum Königlich Sächsischen Regierungsassessor. Zum 1. Mai 1880 wurde er an die Amtshauptmannschaft Glauchau versetzt. Am 1. Februar 1884 trat Merz als Hilfsarbeiter (noch im gleichen Jahr zum Regierungsrat befördert) in das Königlich Sächsische Ministerium des Innern in Dresden ein. Dort war er nach Inkrafttreten der Unfall-versicherungsgesetze nebenamtlich zunächst Schiedsgerichtsvorsitzender, dann Mitglied des Landesversicherungsamtes.
Am 1. Oktober 1887 wurde er zum Amtshauptmann der Amtshauptmannschaft Glauchau ernannt und am 1. Mai 1891 in gleicher Eigenschaft zur Amtshauptmannschaft Chemnitz versetzt. Nach gut zwei Jahren wurde er am 1. August 1893 als Vortragender Rat wieder in das Ministerium des Innern berufen, wo er am 1. April 1897 mit der Leitung der II. Ministerialabteilung beauftragt und am 1. Januar 1898 zum Direktor dieser Ministerial- abteilung mit Titel und Rang eines Geheimen Rates ernannt wurde. 
Nebenamtlich war Merz außerdem Mitglied des Kompetenzgerichtshofes, stellvertretender Vorsitzender der Prüfungskommission für den höheren Verwaltungsdienst sowie Regierungskommissar bei der Sächsischen Bank und Staatskommissar und Treuhänder bei der Sächsischen Bodenkreditanstalt.
Er war verheiratet mit einer Freiin von Metsch. Ihre gemeinsame Tochter heiratete 1907 in Loschwitz den Organisten Ernst Gebhardt Schnorr von Carolsfeld.
Merz starb 1914 und wurde auf dem Loschwitzer Friedhof beigesetzt.